# Истоки морали. В поисках человеческого у приматов
«Истоки морали. В поисках человеческого у приматов» (англ. The Bonobo and the Atheist: In Search of Humanism among the Primates) — научно-популярная книга, написанная нидерландским экологом и приматологом Франсом де Ваалем и посвященная изучению возникновения истоков морали у животных. В 2014 году была издана на русском языке издательством «Альпина нон-фикшн». Перевод с английского выполнила Наталия Лисова.

## Об авторе
Франс де Вааль — эколог и приматолог. Родился в 1948 году.
Франс де Вааль — директор центра Living Links при НИИ изучения приматов Университета Эмори. Автор книг «Наша внутренняя обезьяна», «Политика у шимпанзе» и «Приматы и философы». Франс де Вааль занимался на протяжении многих лет изучением жизни шимпанзе, в частности бонобо и открыл зачатки этического поведения у приматов.

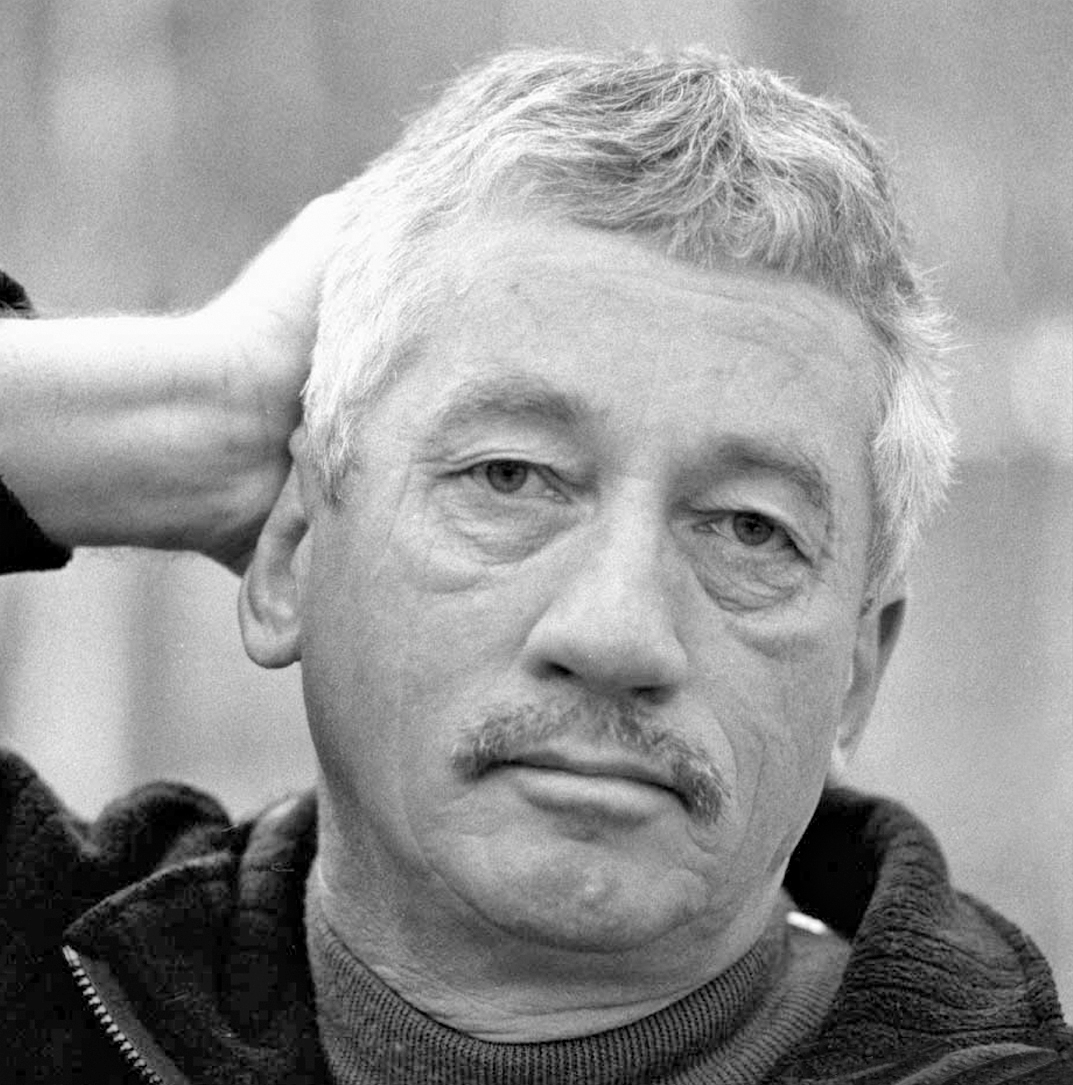
Франс де Вааль

## Содержание
Франс де Вааль написал книгу о том, что мораль не является сугубо человеческим свойством — она присуща и животным. У разных видов животных — собак, слонов, обезьян — присутствует эмпатия и другие проявления нравственности. В своем труде учёный доказывает, что животные способны также и к милосердию. На страницах книги описаны примеры из животного мира, которые невозможно объяснить ничем иным. Например, шимпанзе ухаживают за членами стаи, которые по каким-то причинам стали слабее, чем они, а слониха тяжело переживает смерть другой слонихи. Учёный заявляет, что и у неандертальцев существовало сострадание, и более сильные — защищали слабых.
Млекопитающие, у которых сильно развит социальный инстинкт, больше других чувствительны к морали и хотят добиться гармоничных взаимоотношений. Они пытаются избегать конфликтов, когда это возможно. Однажды проводился полевой эксперимент, во время которого два взрослых самца бабуина не стали пробовать забрать орех, который упал между ними, чтобы не развивать конфликт. Если же конфликтная ситуация все-таки случается, то чем ближе особи общаются друг с другом, тем большая вероятность того, что после конфликта и драки они помирятся. Автор предполагает, что истоки морали развились из тех ценностей, которые зародились еще в начале времен, основной из них — преимущества жизни в группе. Чтобы жить вместе с представителями своего вида, примату приходится сохранять хорошие отношения с другими особями. В книге описана привычка одной из молодых самок шимпанзе, которая, найдя дохлую крысу, начинает ее везде носить за собой, и держит аккуратно вдалеке от себя, но с успехом кладет ее на другую спящую самку шимпанзе. Когда вторая самка понимает, что произошло, она быстро вскакивает и начинает отряхиваться, а первая берет крысу и ищет кого-то другого, с кем можно провернуть такой розыгрыш.
Франс де Вааль также в книге описывает исследование, которое когда-то было им проведено совместно с Сарой Броснан у обезьян капуцинов. Когда две обезьяны выполняли одно и тоже задание, они получали одно и то же вознаграждение — еду. Но затем одна из них в качестве вознаграждения получала уже ломтик огурца, вторая — виноградины. Когда вознаграждение становилось неравным, обезьяна, которую обделили во второй раз, устраивала скандал, наблюдая, как другая обезьяна получает виноград. Она выбрасывала огурец и начинала трясти клетку в знак возмущения. Исследователями не было замечено, чтобы обезьяна, получившая виноград, делилась им с другой — справедливость второго порядка отсутствовала.
Франс де Вааль отмечает, что шимпанзе становятся чувствительны к справедливости только в связи с какими-то усилиями, и негативная реакция вряд ли возникнет, если просто кормить их по-разному, но если пища является вознаграждением за проделанную работу и если вознаграждение не равно, это вызывает негативную реакцию. Но такой эксперимент вызывал негативную реакцию и у того, кто получал более вкусное вознаграждение. Многие шимпанзе стали отказываться от винограда, когда видели, что другим шимпанзе доставалась морковка. Исследователь считает, что честность и справедливость нужно рассматривать в качестве древних свойств, которые помогают сохранить мир.

## Отзывы
Джонатан Хайдт заявляет, что Франс де Вааль совершил революцию в приматологии и психологии морали. В своей книге он раскрывает черты, которые объединяют людей и других живых существ. Джонатан Хайдт отмечает слова Франса де Вааля о том, что невозможно посмотреть в глаза примату и не увидеть в нём себя. В журнале «Горький» упоминается, что Франс де Вааль открыл сложную систему разрешения конфликтов у шимпанзе. Он считает, что они сознательно не применяют физическую силу, но вполне могли бы это сделать, если бы хотели.
В 2021 году книга получила высокие оценки экспертов программы Всенаука и стала доступна для бесплатного и легального скачивания Архивная копия от 9 февраля 2022 на Wayback Machine в рамках проекта Дигитека.

## Ссылка
- Скачать или читать Архивная копия от 30 ноября 2021 на Wayback Machine на сайте программы Всенаука.